# Songs About Jane
Songs About Jane(《송스 어바웃 제인》, SAJ)은 2002년 6월 25일에 J 레코드와 옥톤 레코드를 통해 발매된 미국의 팝 록 밴드 마룬 5의 데뷔 음반이다. 전세계적으로 차트에서 성공한 "Harder To Breathe", "This Love"와 "She Will Be Loved" 등 다섯 개의 싱글이 히트를 쳤다. 2003년 8월 14일에 재발매되었으며, 2004년 말에 미국 빌보드 200의 10위권 안에 들었다. 이 음반은 전세계 여러 나라에서 멀티 플래티넘이라는 기록을 세웠다.
2012년에는 음반 발매 10주년을 맞아, Songs About Jane: 10th Anniversary Edition(《송스 어바웃 제인: 10주년 기념반》)이 발매되었다.
2004년 말에 미국 내에서만 2,700,000장의 판매고를 올렸으며, 2014년 9월에는 미국 내 판매량 5,025,000장을 돌파하였다. 전 세계적으로 13,800,000장을 넘는 판매고를 올렸다.

## 배경
한 명을 제외한 모든 마룬 5의 구성원들은 과거 미국 캘리포니아주 로스앤젤레스 출신의 얼터너티브 록 밴드 카라스 플라워스의 구성원이었다. 카라스 플라워스는 리프라이즈 레코드와 1997년 중반에 데뷔 음반 The Fourth World를 발매한다. The Fourth World가 소규모의 성공을 거둔 후 1999년, 그들은 리프라이즈 레코드와의 관계를 정리하고, 2001년 기타리스트 제임스 밸런타인을 영입해 이름을 마룬 5로 바꾼다.
리드 보컬리스트이자 기타리스트인 애덤 리바인은 VH1과의 인터뷰에서 밴드의 새로운 음악 스타일에 대해서 밝혔다. "저는 뉴욕에 있을 때 로스앤젤레스에서는 상상도 할 수 없었던 어반과 힙합을 경험하게 되었다. 이는 제가 곡 쓸 때 새로운 방향을 잡게해주었죠."
그들은 뉴욕에 위치한 음악 레이블인 옥톤 레코드와 계약을 한 뒤, 프로듀서 맷 월리스(Matt Wallace)와 함께 로스앤젤레스에 위치한 럼보 레코더(Rumbo Recorders)에서 Songs About Jane의 녹음을 시작하였다. 또한 마크 엔더트(Mark Endert)는 "This Love"의 믹싱과 추가적 프로듀싱을 담당하였다.
모든 음반 수록곡들은 애덤 리바인이 뉴욕에서 작사작곡하였거나, 다른 멤버들과 함께 썼다. 대부분의 가사들은 애덤 리바인과 그의 전 여자친구인 제인 허먼(Jane Herman)의 관계에서 감명을 받았다. 그가 말하길 모든 곡들에 그녀에 대한 이야기가 최소 한 줄 이상은 포함되어 있다고 한다.

## 발매와 평가
이 음반은 일부 지역에서 카피 컨트롤 보호 시스템 아래 발매되었다. 마룬 5는 2002년 중반에 음반을 발매한 뒤 미셸 브랜치와 니카 코스타와 함께 투어를 하였고, 2003년에는 매치박스 트웬티, 슈가 레이와 함께 공연을 갖기도 하였다.
첫 번째 싱글 "Harder To Breathe"는 Songs About Jane 발매 한 달뒤에 발매되었으며, 서서히 에어플레이 차트에서 순위가 상승하며 음반 판매에 박차를 가하였다. 2004년 3월, 음반은 빌보드 200에서 20위 안에 들었으며, 연말 차트에서는 10위 안에 들었다. 또한 "Harder To Breathe"는 빌보드 핫 100에서 20위 안에 들었으며, 싱글이 영국, 오스트레일리아, 뉴질랜드에서 차트에 진입했을 때 Songs About Jane도 영국과 오스트레일리아의 음반 차트에서 각각 1위를 기록하였다. 두 번째 싱글 "This Love" 역시 미국에서 10위 안에 들었고, 2004년 3월 오스트레일리아에서도 10위 안에 들었다. MTV에서는 방영 금지를 막기 위해서 뮤직 비디오가 수정되었다.
Songs About Jane은 2004년 한 해 미국 내에서만 270만장 이상의 음반 판매고를 올리며 그 해 미국에서 일곱 번째로 가장 많이 팔린 음반이 되었다. 또한 2012년 4월 기준으로 미국 내에서만 4,819,000장의 판매고를 올렸으며, 2014년 4월에는 5,000,000장을 돌파하였다.

## 싱글
- 음반 발매 한 달 후 발매된 첫 번째 싱글 "Harder To Breathe"는 서서히 에어플레이 차트에서 상승하며 음반 판매에 박차를 가하였고, 미국 빌보드 핫 100와 영국, 오스트레일리아, 뉴질랜드에서 20위권 안에 들었다.[10]
- 두 번째 싱글은 "This Love"로, 마룬 5는 이 곡으로 2006년 제 48회 그래미상에서 최우수 팝 보컬 퍼포먼스 듀오/그룹 부문을 수상한다. 대한민국의 가온 차트에서는 48위의 성적을 보여주었으며, 지드래곤과 이승기의 곡("This Love", "가면")이 이 곡을 표절했다는 논란이 있었다.
- 세 번째 싱글 "She Will Be Loved" 역시 좋은 차트 성적을 거두었다. 오스트레일리아와 벨기에의 차트에서 1위를 하였고, 미국에서는 5위를 기록하였다.[10] 대한민국의 가온 차트에서는 51위의 성적을 보여주었다.
- 네 번째 싱글 "Sunday Morning"은 좋은 평가를 받음에도 불구하고 전작들에 비해 높은 차트 성적을 보이지만 않았다. 이 곡은 옥톤 레코드의 임원 벤 버크맨(Ben Berkman)이 "천재적"이라고 극찬하며 마룬 5와 계약하게 된 계기가 된 곡이기도 하다.[11] 대한민국의 가온 차트에서는 27위의 성적을 보여주었으며, GM 쉐보레 말리부 광고에 쓰였다.
- 다섯 번째이자 마지막 싱글 "Must Get Out"은 미국에서는 차트 진입에 실패하였지만, 영국, 아일랜드, 뉴질랜드 등의 국가에서 30위권 안에 들었다.

### 그 외의 곡들
- "Sweetest Goodbye"는 2003년 영국의 로맨틱 코미디 영화 《러브 액추얼리》에 쓰였다.
- "Secret"은 2005년 미국의 로맨틱 코미디 영화 《웨딩 데이트》에 쓰였다.
- "Woman"은 2004년 미국의 슈퍼 히어로 영화 《스파이더맨 2》에 쓰였으며, 2008년엔 샘 패러가 리믹스 버전을 공개하였다.

## 수록곡 목록
정규 발매반
전체 작사·작곡: 모든 곡은 애덤 리바인과 제시 카마이클에 의해서 작사작곡되었으나 해당되지 않는 곡은 표기하였다.
| #             | 제목                                                | 재생 시간 |
| ------------- | --------------------------------------------------- | --------- |
| 1.            | 〈Harder To Breathe〉                               | 2:56      |
| 2.            | 〈This Love〉                                       | 3:27      |
| 3.            | 〈Shiver〉                                          | 3:01      |
| 4.            | 〈She Will Be Loved (리바인, 제임스 밸런타인)〉     | 4:18      |
| 5.            | 〈Tangled (리바인)〉                                | 3:19      |
| 6.            | 〈The Sun (리바인)〉                                | 4:10      |
| 7.            | 〈Must Get Out〉                                    | 3:58      |
| 8.            | 〈Sunday Morning〉                                  | 4:03      |
| 9.            | 〈Secret〉                                          | 4:57      |
| 10.           | 〈Through With You〉                                | 3:03      |
| 11.           | 〈Not Coming Home (카마이클, 라이언 두식, 리바인)〉 | 4:23      |
| 12.           | 〈Sweetest Goodbye (리바인)〉                       | 4:31      |
| 총 재생 시간: | 총 재생 시간:                                       | 46:06     |

| #             | 제목                                 | 재생 시간 |
| ------------- | ------------------------------------ | --------- |
| 1.            | 〈Rag Doll〉                         | 5:29      |
| 2.            | 〈Harder To Breathe (어쿠스틱)〉     | 2:58      |
| 3.            | 〈This Love (어쿠스틱)〉             | 4:02      |
| 4.            | 〈This Love (카니예 웨스트 리믹스)〉 | 3:38      |
| 총 재생 시간: | 총 재생 시간:                        | 63:13     |

| #  | 제목                                                 | 재생 시간 |
| -- | ---------------------------------------------------- | --------- |
| 1. | 〈Take What You Want〉                               | 2:24      |
| 2. | 〈That's Not Enough〉                                | 2:37      |
| 3. | 〈Wasted Years (라이브)〉                            | 5:23      |
| 4. | 〈Woman (스파이더맨 2 사운드트랙 수록)〉             | 5:08      |
| 5. | 〈Don't Look Back In Anger (라이브; 오아시스 커버)〉 |           |
| 6. | 〈Hello (라이브; 오아시스 커버)〉                    | 4:28      |

### 10주년 기념반
2012년 마룬 5의 네 번째 정규 음반 Overexposed의 발매와 함께 10주년을 맞은 Songs About Jane의 10주년 기념반이 발매되었다. CD 1에 수록된 "She Will Be Loved"는 라디오 믹스 버전이며, 보너스 CD를 컴퓨터에 넣은 후 Songs About Jane 10주년 기념 홈페이지에 들어가면 데뷔 초반의 미공개 동영상들을 볼 수 있다.
| #             | 제목                                                  | 재생 시간 |
| ------------- | ----------------------------------------------------- | --------- |
| 1.            | 〈Harder To Breathe (데모)〉                          | 2:17      |
| 2.            | 〈This Love (데모)〉                                  | 3:21      |
| 3.            | 〈Shiver (데모)〉                                     | 3:08      |
| 4.            | 〈She Will Be Loved (데모)〉                          | 3:08      |
| 5.            | 〈Tangled (데모)〉                                    | 2:44      |
| 6.            | 〈The Sun (데모)〉                                    | 3:22      |
| 7.            | 〈Must Get Out (데모)〉                               | 3:17      |
| 8.            | 〈Sunday Morning (데모)〉                             | 4:12      |
| 9.            | 〈Secret (데모)〉                                     | 4:09      |
| 10.           | 〈Through With You (데모)〉                           | 3:20      |
| 11.           | 〈Not Coming Home (데모)〉                            | 3:51      |
| 12.           | 〈Sweetest Goodbye (데모)〉                           | 3:30      |
| 13.           | 〈Take What You Want (데모)〉                         | 2:25      |
| 14.           | 〈Ragdoll (오리지널 데모/비 LP 인터내셔널 B-사이드)〉 | 5:28      |
| 15.           | 〈Woman (데모)〉                                      | 4:06      |
| 16.           | 〈Chilly Winter (데모)〉                              | 2:25      |
| 17.           | 〈The Sun (얼터네이트 믹스)〉                         | 4:16      |
| 총 재생 시간: | 총 재생 시간:                                         | 1:06:35   |

## 제작
Songs About Jane의 제작 크레딧은 올뮤직과 음반 부클릿에서 발췌하였다.
| - 그레그 고든(Gregg Gorden) – 일러스트레이션 - 네일 즐로조워(Neil Zlozower) – 사진 - 대니 라이트(Danny Wright) – 보조 엔지니어 - 라시다 존스 – 백 보컬 ("Tangled", "Secret" and "Not Coming Home") - 라이언 두식 – 드럼, 보컬, 마룬 5의 구성원 - 레온 저보스(Leon Zervos) – 마스터링 - 마이크 랜돌트(Mike Landolt) – 엔지니어 - 마이클 바비어로(Michael Barbiero)– 믹싱 - 마크 엔더트(Mark Endert) – 프로듀서, 믹싱 - 맷 월리스(Matt Wallace) – 프로듀서, 믹싱, 퍼커션 | - 미스틱 – 백 보컬 - 미키 매든 – 베이스 기타, 마룬 5의 구성원 - 밥 카마이클 보관됨 2013-01-19 - 웨이백 머신(Bobby Carmichael) - 사진 - 시 애덤스(Cey Adams) – 아트 디렉터 - 애덤 리바인 – 보컬, 기타, 마룬 5의 구성원 - 앨런 요시다(Alan Yoshida) – 마스터링 - 제시 카마이클 – 키보드, 마룬 5의 구성원 - 제임스 밸런타인 – 기타, 마룬 5의 구성원 - 크리스 맥케인(Chris McCann) – 사진 - 포시 물리아디(Posie Muliadi) – 보조 엔지니어 |

## 차트 성적

### 주간 차트
| 차트 (2002년)                        | 최고 순위 |
| ------------------------------------ | --------- |
| 오스트레일리아 앨범 (ARIA)           | 1         |
| 오스트리아 앨범 (Ö3 오스트리아)      | 7         |
| 벨기에 앨범 (울트라탑 플랑드르)      | 8         |
| 벨기에 앨범 (울트라탑 왈로니아)      | 22        |
| 캐나디안 앨범 (빌보드)               | 3         |
| 덴마크 앨범 (히트리스트)             | 2         |
| 유럽 음반 차트                       | 4         |
| 핀란드 앨범 (수오멘 비랄리넨 리스타) | 2         |
| 프랑스 앨범 (SNEP)                   | 1         |
| 독일 앨범 (미디어 컨트롤)            | 5         |
| 그리스 음반 차트                     | 2         |
| 헝가리 앨범 (MAHASZ)                 | 36        |
| 아일랜드 앨범 (IRMA)                 | 1         |
| 이탈리아 앨범 (FIMI)                 | 10        |
| 네덜란드 앨범 (메하하르츠)           | 2         |
| 뉴질랜드 앨범 (레코디드 뮤직 NZ)     | 1         |
| 노르웨이 앨범 (VG-리스타)            | 3         |
| 폴란드 앨범 (ZPAV)                   | 4         |
| 포르투갈 앨범 (AFP)                  | 5         |
| 스페인 앨범 (PROMUSICAE)             | 9         |
| 스웨덴 앨범 (스베리예토프리스탄)     | 4         |
| 스위스 앨범 (슈바이처 히트파라데)    | 12        |
| 영국 음반 (OCC)                      | 1         |
| 미국 빌보드 200                      | 6         |
| 미국 디지털 앨범 (빌보드)            | 3         |
| 미국 탑 카탈로그 앨범 (빌보드)       | 1         |
| 미국 탑 히트시커스 앨범 (빌보드)     | 1         |

### 연말 차트
| 차트 (2004년)            | 최고 순위 |
| ------------------------ | --------- |
| 오스트레일리아 연말 차트 | 6         |
| 차트 (2005년)            | 최고 순위 |
| 오스트레일리아 연말 차트 | 13        |

## 인증
| 국가                                                  | 인증          | 판매량/출하량 |
| ----------------------------------------------------- | ------------- | ------------- |
| 아르헨티나 (CAPIF)                                    | 플래티넘      | 40,000^       |
| 아르헨티나 (CAPIF) Re-release                         | 2× 플래티넘   | 80,000^       |
| 오스트레일리아 (ARIA)                                 | 5× 플래티넘   | 350,000^      |
| 오스트리아 (IFPI 오스트리아)                          | 골드          | 15,000*       |
| 벨기에 (BEA)                                          | 골드          | 25,000*       |
| 브라질 (Pro-Música Brasil)                            | 골드          | 50,000*       |
| 캐나다 (뮤직 캐나다)                                  | 3× 플래티넘   | 300,000^      |
| 덴마크 (IFPI Danmark)                                 | 플래티넘      | 40,000^       |
| 핀란드 (Musiikkituottajat)                            | 골드          | 19,571        |
| 프랑스 (SNEP)                                         | 2× 골드       | 200,000*      |
| 독일 (BVMI)                                           | 플래티넘      | 200,000^      |
| 그리스 (IFPI 그리스)                                  | 골드          | 10,000^       |
| 아일랜드 (IRMA)                                       | 2× 플래티넘   | 30,000^       |
| 이탈리아 (FIMI)                                       | 골드          | 50,000*       |
| 일본 (RIAJ)                                           | 2× 플래티넘   | 500,000^      |
| 멕시코 (AMPROFON)                                     | 플래티넘+골드 | 150,000^      |
| 네덜란드 (NVPI)                                       | 플래티넘      | 80,000^       |
| 뉴질랜드 (RMNZ)                                       | 5× 플래티넘   | 75,000^       |
| 노르웨이 (IFPI 노르웨이)                              | 골드          | 20,000*       |
| 포르투갈 (AFP)                                        | 골드          | 20,000^       |
| 러시아 (NFPF)                                         | 플래티넘      | 20,000*       |
| 스페인 (PROMUSICAE)                                   | 골드          | 50,000^       |
| 싱가포르 (RIAS)                                       | 골드          | 5,000*        |
| 스웨덴 (GLF)                                          | 골드          | 30,000^       |
| 스위스 (IFPI 스위스)                                  | 골드          | 20,000^       |
| 영국 (BPI)                                            | 7× 플래티넘   | 2,081,000     |
| 미국 (RIAA)                                           | 4× 플래티넘   | 5,100,000     |
| 요약                                                  |               |               |
| 유럽 (IFPI)                                           | 2× 플래티넘   | 2,000,000*    |
| *판매량을 기반으로 한 인증 ^출하량을 기반으로 한 인증 |               |               |

## 투어
마룬 5는 데뷔 음반 Songs About Jane의 발매 후, 2002년부터 2004년까지 전 세계 5개 대륙 17개 국가를 돌며 첫 번째 월드 투어를 하였다.
이 투어는 마룬 5의 첫 번째 월드 투어이며, 존 메이어, 제이슨 므라즈, 롤링 스톤즈 등의 음악가들과도 함께 공연을 하기도 하였다.

## 발매일
| 발매반                                        | 국가       | 발매일          | 레이블                                 | 포맷                  |
| --------------------------------------------- | ---------- | --------------- | -------------------------------------- | --------------------- |
| Songs About Jane                              | 미국       | 2002년 6월 25일 | J, 옥톤                                | CD                    |
| Songs About Jane                              | 중국       | 2002년          | 메이카 뮤직(Meika Music)               | CD                    |
| Songs About Jane                              | 대한민국   | 2003년 9월 6일  | 소니 뮤직 코리아, 유니버설 뮤직 코리아 | CD                    |
| Songs About Jane                              | 캐나다     | 2003년          | 옥톤, J                                | CD                    |
| Songs About Jane                              | 유럽       | 2003년          | 옥톤                                   | CD                    |
| Songs About Jane (복사 방지 포함)             | 유럽       | 2003년          | 옥톤, J                                | CD                    |
| Songs About Jane (재발매반)                   | 미국       | 2003년          | 옥톤, J                                | CD                    |
| Songs About Jane                              | 유럽, 미국 | 2003년          | 옥톤                                   | 축음기 음반, LP       |
| Songs About Jane (리패키지반)                 | 대한민국   | 2004년 3월 19일 | 소니 뮤직 코리아                       | CD                    |
| Songs About Jane (스페셜 리패키지반)          | 대한민국   | 2004년 7월 26일 | 소니 뮤직 코리아                       | CD                    |
| Songs About Jane (스페셜 아시아반)            | 싱가포르   | 2004년          | 옥톤                                   | CD                    |
| Songs About Jane (스페셜 투어반)              | 독일       | 2004년          | 옥톤                                   | CD                    |
| Songs About Jane                              | 아르헨티나 | 2004년          | 옥톤, J                                | CD                    |
| Songs About Jane (스페셜반)                   | 일본       | 2004년          | BMG 일본                               | CD                    |
| Songs About Jane (재발매반)                   | 미국       | 2007년          | A&M/옥톤                               | CD                    |
| Songs About Jane (재발매반)                   | 대한민국   | 2007년 6월 12일 | 유니버설 뮤직 코리아                   | CD                    |
| Songs About Jane/It Won't Be Soon Before Long | 대한민국   | 2010년 5월 20일 | 유니버설 뮤직 코리아                   | CD                    |
| Songs About Jane (10주년 기념반)              | 전 세계    | 2012년 6월      | A&M/옥톤, 유니버설 뮤직                | 2 CD, 디지털 다운로드 |